# Петровський (Волгоградська область)
Петровський (рос. Петровский) — хутір в Урюпінському районі Волгоградської області Російської Федерації.
Населення становить 2758 осіб. Входить до складу муніципального утворення Петровське сільське поселення.

## Історія
Хутір розташований у межах українського історичного та культурного регіону Жовтий Клин.
Населений пункт заснований 1849 року.
Згідно із законом від 30 березня 2005 року № 1037-ОД органом місцевого самоврядування є Петровське сільське поселення.

## Населення
| 2010 | 2012  | 2013  | 2014  | 2015  | 2016  | 2017  |
| ---- | ----- | ----- | ----- | ----- | ----- | ----- |
| 2874 | →2874 | ↘2857 | ↘2832 | ↘2799 | ↘2781 | ↘2758 |